# Teamdagarna
TEAMdagarna är en 2-dagars arbetsmarknadsmässa som årligen anordnas på Linköpings universitet för studenter på Ekonomprogrammet och civilingenjörsprogrammet Industriell ekonomi. 
På mässan deltar runt 85 av Sveriges största företag och besöks av cirka 4000 studenter och andra intresserade. 
2014 firade TEAMdagarna 30 år. 